# Alexandra Eremia
Alexandra Eremia (n. 19 februarie 1987, București, România) este o gimnastă română de talie mondială, laureată cu o medalie de aur, respectiv una de bronz olimpic la Jocurile Olimpice de vară Atena 2004.
S-a retras din activitatea competițională la începutul lui 2006 și, după terminarea studiilor universitare, a devenit antrenor de gimnastică la Steaua București.
Este Maestru Emerit al Sportului din 2005. 